# Европейский маршрут E10

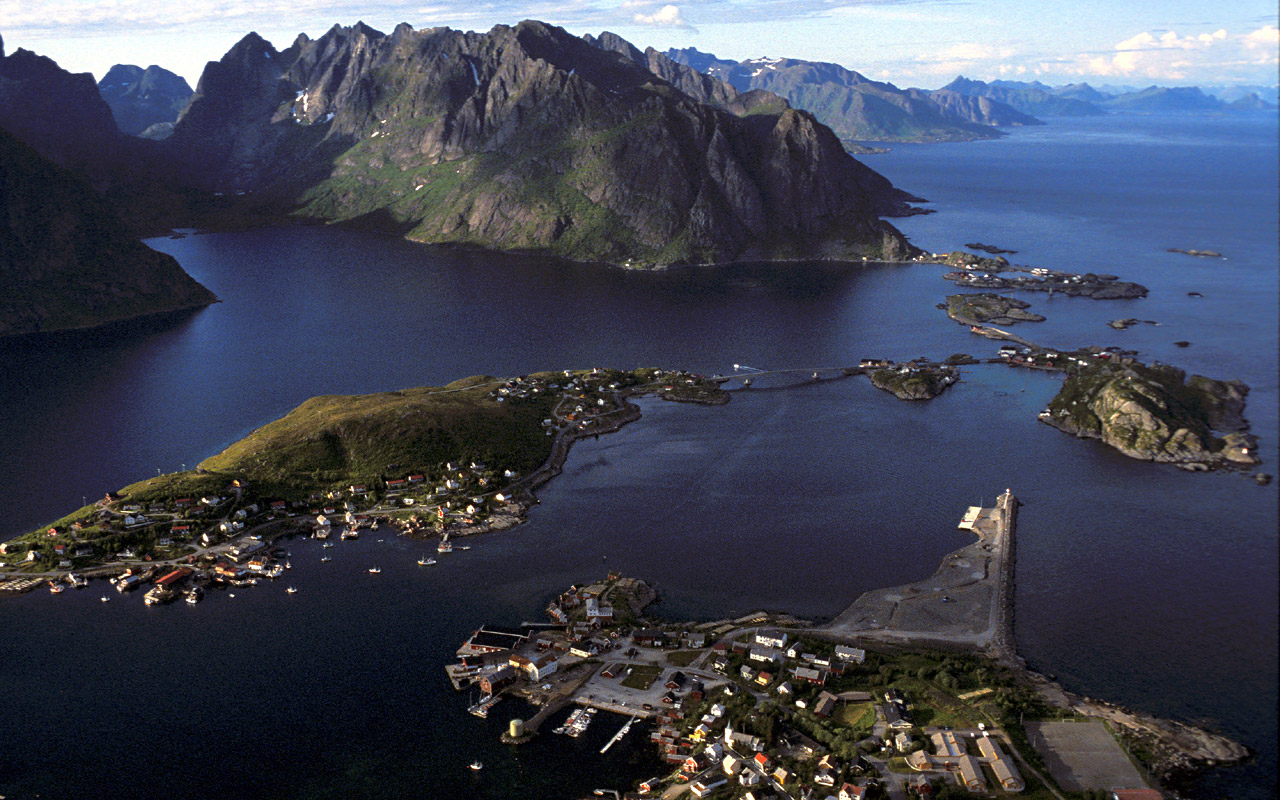
Живописный вид с горы Рейнебринген возле поселка Рейне на Лофотенах, Норвегия. Трасса E10 проходит по островам

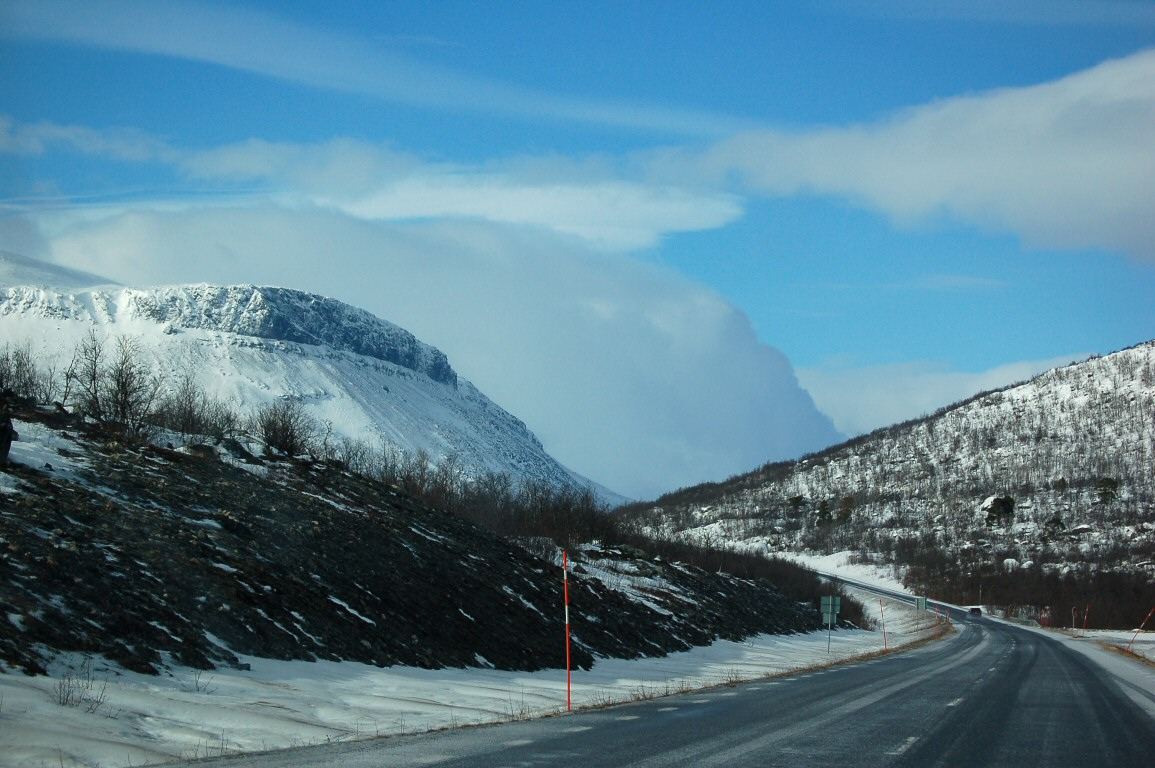
Пейзаж возле деревни Абиску в коммуне Кируна, Швеция

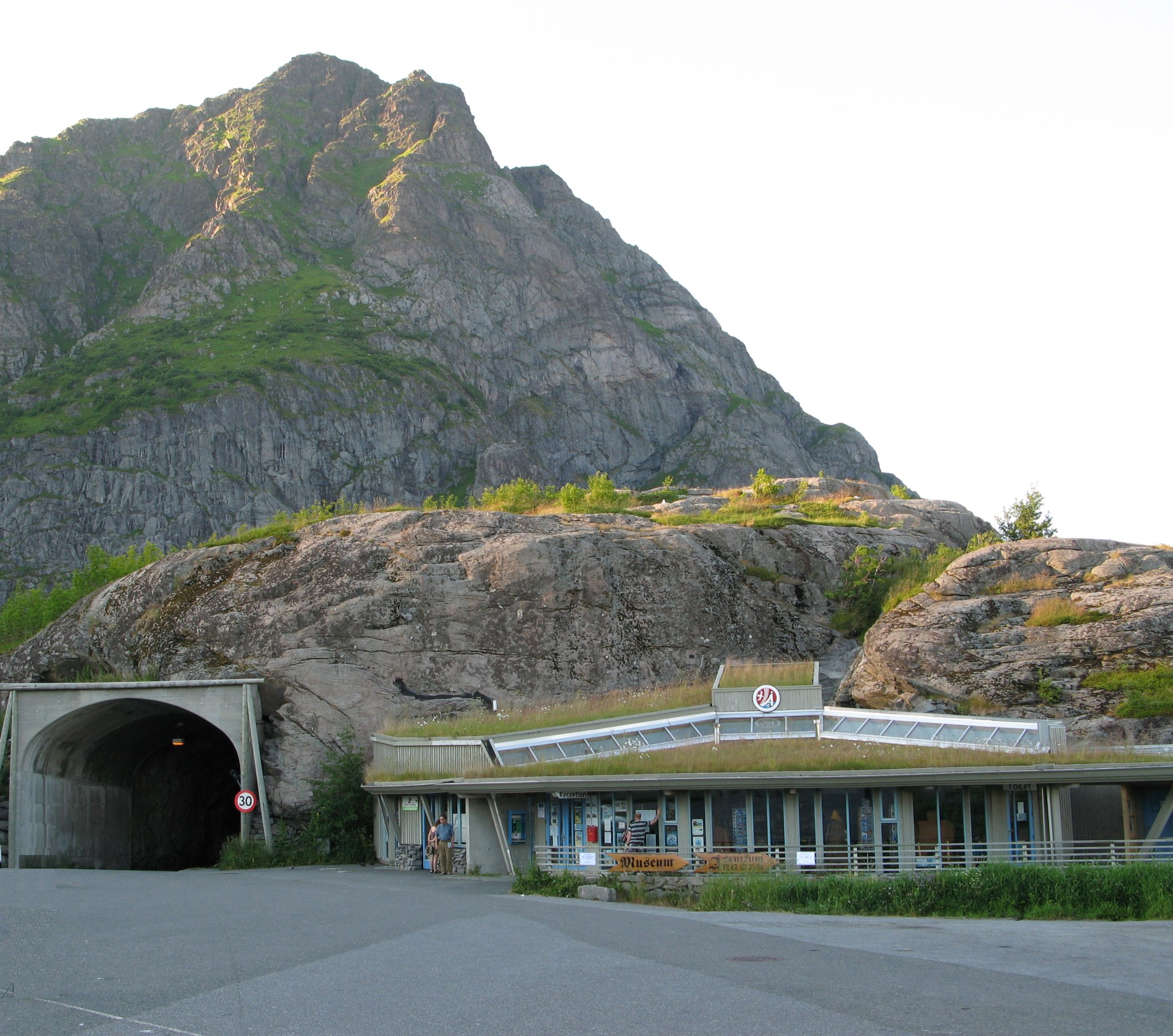
E10 около поселка О

E10 — европейский маршрут, длиной около 850 км. Соединяет норвежский рыбацкий поселок О в фюльке Нурланн на Лофотенских островах со шведским городом Лулео в лене Норрботтен на берегу Ботнического залива. Норвежская часть трассы так же называется дорога короля Олава (норв. Kong Olav Vs vei, англ.  King Olav V's road)
Трасса является обычной дорогой вдоль всего маршрута. Скоростной лимит на территории Швеции — 90 или 110 км/ч, ширина дороги 7-8 метров. В Норвегии дорога более извилистая, чем в Швеции, шириной 6-7,5 м, скоростной лимит — 80 км/ч. Новая дорога шириной 7,5 м строится последние 15 лет, но несколько менее широких частей всё ещё осталось. Последние 50 км возле поселка О дорога в основном уже́ 6 м, обычно 5 м. Автобусам и фургонам следует избегать передвижения здесь, но здесь их находится всё равно много.
Название Е10 было присвоено в 1992 году. До 1985 года название Е10 носила трасса Париж-Брюссель-Амстердам-Гронинген. Автодорога между Нарвиком и Кируной существует с 1984 года. В 2007 году после открытия Лофаста — новой дороги между Фискеболом и Гуллесфьордботном, дорога возле Лофотена была сокращена приблизительно на 30 км, а паромная переправа была закрыта. В конце 2007 года трасса Е10 насчитывала 18 туннелей, общей длиной 20,4 км по всей территории Норвегии.